# 寒地报春
寒地报春（学名：Primula algida），为报春花科报春花属下的一个种。

## 扩展阅读
維基物種上的相關：寒地报春